# دهنه خشکک
دهنه خشکک (به لاتین: Dahan-e Khoshkak) یک منطقهٔ مسکونی در افغانستان است که در ولایت بامیان واقع شده‌است.